# 大饗
大饗（だいきょう）とは、平安時代に内裏または大臣の邸宅で行った大規模な饗宴のことである。
大きく分けると二宮大饗（にぐうのだいきょう）と大臣大饗（だいじんのだいきょう）の2つに分けられ、更に後者は任大臣大饗と正月大饗に分けられる。
内容は大きく異なるが、大嘗宮の儀の後に開催された悠紀節会、主基節会、豊明節会の伝統の上に、大正大礼の際以降平成及び令和に至るまで大饗の儀が開催された。

## 概要
記紀においては「大（御）饗」と書いて「おお（み）あえ」と読ませている。これは古来から存在した饗宴儀式を後世において漢字に当てはめて表記したものと考えられている。
二宮大饗は、毎年正月2日に親王・公卿以下近臣などが、中宮（皇后）及び東宮（皇太子）に拝謁して饗宴を受ける儀式である。当日は、参加者はまず両宮それぞれの殿舎の庭中にて拝謁を行い、玄輝門（玄暉門）西廂にて中宮の饗宴を受けて禄を賜り、続いて東廂に移って東宮の饗宴を受けて禄を賜る。古くは群臣が皇后あるいは皇太子に拝礼を受ける受賀儀礼が存在していたが、後にそれに代わって貴族層（一部、六位官人を含む）に対する饗宴へと変質していった。その時期は10世紀初頭の延喜年間と推定されている。なお、中宮での大饗の主催が皇后ではなく、皇太后・太皇太后の場合もあった。これは本来の「中宮」を皇后に限定せず、中宮職の設置対象者を指していると考えられている。また、実際に中宮大饗を開けるのは、天皇と同居する妻后か母后で摂関などの有力者の後ろ盾があって初めて開催できた。
大臣饗宴には大きく分けて、任大臣大饗と正月大饗がある。前者は大臣に任命された際に就任儀式の一環として行われ、大臣の初任時または太政大臣に昇進した時に開催されたが、右大臣から左大臣への昇進などといった太政大臣以外の大臣への昇任の場合には行われなかったとみられている。後者は毎年正月の1日を用いて行われる。古くは左大臣が4日、右大臣が5日に開くとされていたが、後には1月中下旬にずれ込む場合や大臣就任の翌年のみ開く場合もあった。
いずれも大臣の私邸で開催されたが、公的要素を含む儀式でもあった。そのため、大臣大饗の際には宮中から甘栗（搗栗）や蘇が贈られた。
大臣饗宴は大きく分けて、主催大臣に対する「拝礼」、正式の宴会である「宴座（えんのざ）」、今日の二次会に相当する「穏座（おんのざ）」に分けられる。参加者のうち最も上位にある者を尊者（そんじゃ）と呼び拝礼の中でも一番の賓客として扱われ、通常は大臣・大納言クラスがこれに当たる。
なお、特殊な存在として親王の参加する事例が挙げられる。親王を尊者あるいはこれに准する存在とみなす説が古くから行われているが、実際には尊者以下の賓客を接待する垣下（えんが）役としての役割しか確認できず、大臣大饗における親王は大臣家の家人に代わって大臣に奉仕する存在であった。このような慣例が成立した背景は不明であるが、天暦2年（948年）に右大臣藤原師輔が大饗で親王（『大日本古記録』は為平親王と解する）を奉仕させたことが村上天皇の怒りを買い、翌々日に内裏で行われた御斎会の内論議の儀式で退出を命じられるという事件が発生している。このことが影響したのか、10世紀後半以降に大饗における親王の参加は見られなくなり、同時期に書かれた『宇津保物語』（国譲〔中〕）には天皇が親王たちの大饗への参加を禁じたエピソードが登場している。
大饗開始に際しては尊者に対しては、主催の大臣側から請客使（しょうきゃくし、掌客使）が派遣されて送迎を受ける。尊者が大臣の邸宅に到着するのを待って他の賓客が大臣邸に入り、尊者を先頭に拝礼を受ける。その後、数献にわたる宴座が行われ、途中には舞楽や鷹飼・犬飼の参入が行われる。続いて、場所を移して穏座が開かれて管弦などの芸能が行われ、最後に禄を賜って終了となる。
任大臣饗宴の方が臨時の性格を有しており（いつ大臣の補任が行われるか定められていないため）、正月大饗より小規模であった。なお、摂関や近衛大将に任命された時も大饗が開かれる場合があった。また、藤原氏の大饗の場合内容が一部特殊で、藤氏長者から借りた朱器台盤を用い、また藤原氏の氏院である勧学院の学生が参賀に訪れて禄が支給されていた。なお、『大鏡』に藤原良房が大饗を行ったことが記されており、それ以前に大臣による大饗の記録が見られない事から、この時期に成立した可能性がある。
本来、拝礼・饗宴・賜禄は天皇のみが主催できることが出来たもので、養老律令の儀制令元日条において親戚や家令以下が拝賀をするのを例外として親王以下に拝賀することは禁じられていた。すなわち、正月の儀式・宴会は原則として天皇の大権に属していたのである。ただし、同規定でも氏族の内輪での儀式・宴会は例外であったことが明記され、貴族や官人たちも様々な口実を設けて新年の宴会を開催して仲間を集めており、奈良時代の段階においても二宮や大臣による大饗の素地が全く無かった訳ではない。
二宮大饗や大臣大饗が成立したとされる9世紀後半から10世紀初頭にかけて、天皇主催の儀式が縮小されて中下級官人はこれらから排除される傾向が強まった。そのため、代わりに二宮や大臣が拝礼を受けることを口実として饗宴を行って接待するようになったと考えられている。また、大臣や近衛大将の大饗とは別に弁官や蔵人の筆頭・次席クラス（中弁・五位蔵人以上）が就任時に下僚のために饗応する事例が見られる（近衛大将の大饗でも近衛府の官人が多数招かれている）。このため、平安時代前期に行われていた就任時の焼尾荒鎮の慣習が大饗の成立に影響を与えたとする説もある。その一方で、『新儀式』に記載された大臣大饗の作法には任大臣儀において天皇より大饗開催の許可を得て開催できることが明記されている以上、記録上初めて天皇の許可が確認できる延喜14年（914年）の藤原忠平の右大臣任命時の大饗以前のものは私的性格なもので儀式としての大臣大饗に含めるのは正確ではないとする見方もある。
室町時代には大饗の様式が変化して本膳料理が成立する。本膳料理は大饗と同様に酒礼・饗膳・酒宴の三部から構成される儀礼的な食事であるが、酒と式三献と饗膳・酒宴が座を移して明確に区別された。また大饗の酒肴が台盤と呼ばれる卓上に菜類が並べられた共同膳であるのに対し、本膳料理では一人分の料理を客に配膳した銘々膳に変化する。